# Pedro Mártir Vermigli
ె
Pedro Mártir Vermigli (Florencia, 8 de septiembre de 1499jul.-Zúrich, 12 de noviembre de 1562jul.) fue un teólogo reformador italiano. Sus primeros trabajos como reformador en la Italia católica y su decisión de huir hacia la Europa protestante del norte motivaron a muchos correligionarios italianos a unirse a la causa protestante y escapar también. En Inglaterra, influyó en la Reforma eduardiana y el oficio eucarístico del Libro de Oración Común de 1552. Considerado una autoridad en la eucaristía de las Iglesias reformadas, participó en controversias sobre el tema con la publicación de varios tratados. Loci communes (1562), compilación de extractos de sus comentarios bíblicos organizados por temas de teología sistemática, se convirtió en un libro de texto estándar para la enseñanza teológica reformada.
Nacido en Florencia, ingresó a una orden religiosa y ocupó cargos influyentes como abad y prior. Se puso en contacto con los líderes del movimiento italiano del evangelismo católico (llamados spirituali) y comenzó a leer obras de teólogos protestantes, como Martín Bucero y Ulrico Zuinglio. Al estudiar sus publicaciones, la Biblia y los «padres de la Iglesia», coincidió con las creencias protestantes sobre la salvación y la eucaristía. Para tranquilizar su conciencia y evitar la persecución de la Inquisición romana, huyó de Italia hacia la Europa protestante del norte. Llegó a Estrasburgo, donde impartía clases con la recomendación de Bucero sobre el Antiguo Testamento bíblico. El reformador inglés Thomas Cranmer le invitó a ocupar un cargo importante (Regius Professor of Divinity) en la Universidad de Oxford, donde continuó dando clases sobre la Biblia. También defendió sus creencias eucarísticas ante los defensores católicos de la transubstanciación en un debate público. Vermigli se vio obligado a abandonar Inglaterra cuando ascendió al trono la católica María I. Como «exiliado mariano», regresó a Estrasburgo y a su antiguo puesto de docente. Sus creencias sobre la eucaristía y la predestinación chocaron con las de los principales luteranos en Estrasburgo, por lo que se trasladó a la reformada Zúrich, donde enseñó hasta su muerte en 1562.
Su contribución teológica más conocida fue la defensa de la doctrina reformada de la eucaristía ante los católicos y luteranos. Al contrario de la doctrina católica de la transubstanciación, Vermigli no creía que pan y vino se convertían en cuerpo y sangre de Cristo, respectivamente. También discrepaba con la visión luterana de que el cuerpo de Cristo es ubicuo y está presente físicamente en la eucaristía. En cambio, enseñaba que Cristo permanece en el cielo, si bien es ofrecido a quienes participan en la eucaristía y es recibido por los creyentes.
Desarrolló una doctrina de la doble predestinación, independientemente de la de Juan Calvino. Su interpretación era que la voluntad de Dios determina tanto la condenación como la salvación. La creencia de Vermigli es similar, pero no idéntica, a la de Calvino. Su teología política influyó en el reglamento religioso de la reina Isabel I y proporcionó una justificación teológica para la supremacía real, doctrina en la que el monarca de un territorio, con mayor poder que cualquier autoridad eclesiástica, gobierna la Iglesia.

## Primeros años

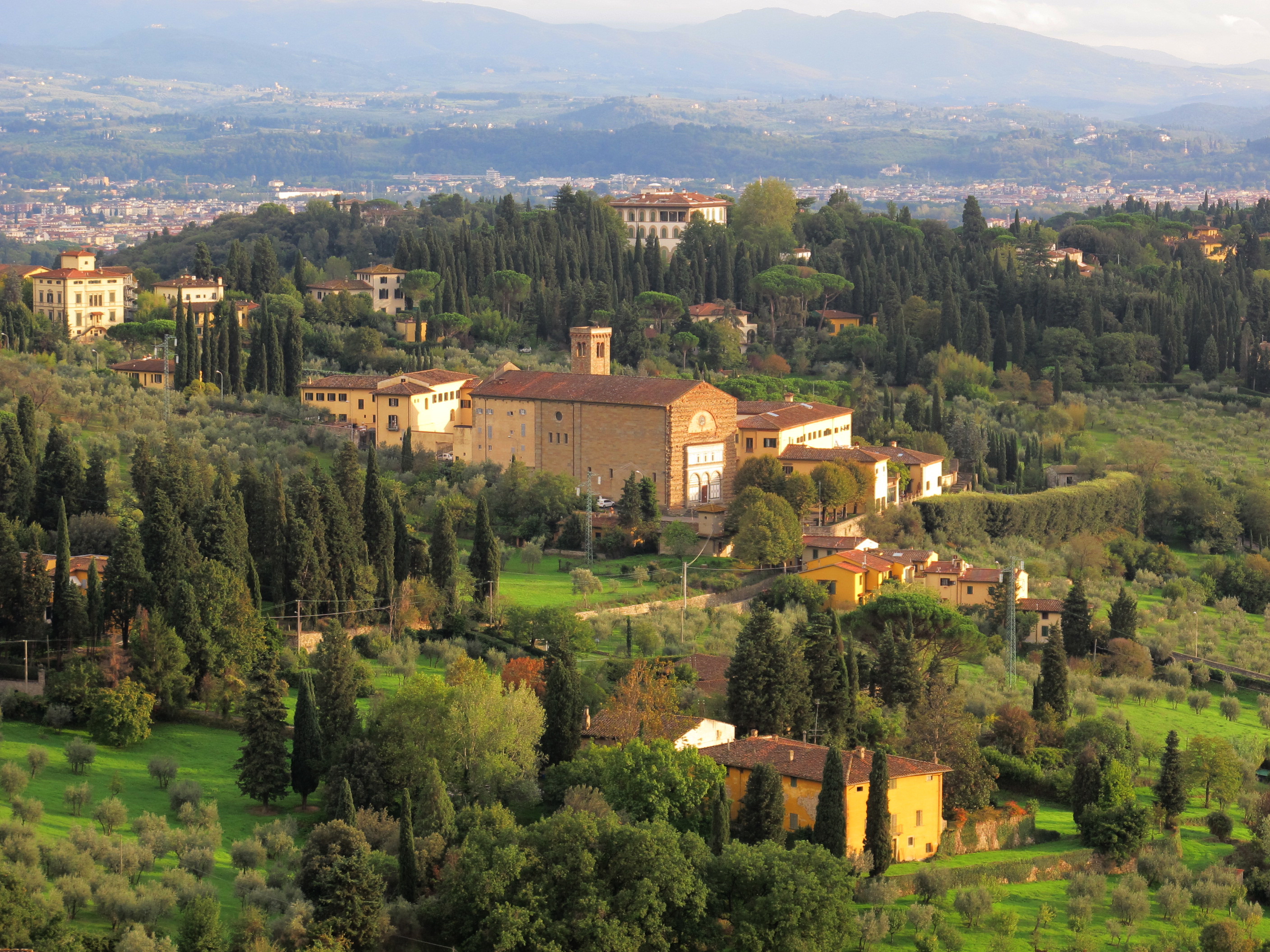
Vermigli inició su vida religiosa en la abadía Fiesolana de Florencia.

Nació en Florencia, capital de la República Florentina, el 8 de septiembre de 1499. Hijo de Stefano di Antonio Vermigli, zapatero acaudalado, y Maria Fumantina; le bautizaron Piero Mariano al día siguiente. Era el mayor de tres hijos; su hermana Felicita Antonia nació en 1501 y su hermano Antonio Lorenzo Romulo en 1504. Su madre le enseñó latín antes de matricularlo en una escuela para niños de nobles florentinos; ella murió en 1511, cuando Piero tenía doce años. Vermigli se sintió atraído por el sacerdocio católico desde muy joven. En 1514 inició su noviciado en la abadía Fiesolana, un convento de los canónigos lateranenses, congregación agustina surgida de un movimiento de reforma católica del siglo XV. Hacían énfasis en la disciplina estricta y se trasladaban de hogar en hogar en lugar de permanecer en un solo sitio. También procuraban fomentar el liderazgo en las áreas urbanas. Su hermana Felicita Antonia le siguió a la vida monástica, haciéndose monja el mismo año.
Al completar su noviciado en 1518, Vermigli cambió su nombre a «Pedro Mártir» en honor al dominico del siglo XIII Pedro de Verona. Los canónigos lateranenses decidieron en ese momento que los jóvenes ordenados con cualidades excepcionales debían ser enviados al convento de San Giovanni di Verdara, en Padua, para estudiar a Aristóteles; Vermigli fue destinado allí. La Universidad de Padua, con la que el mencionado convento tenía relaciones académicas, era una institución muy prestigiosa en esa época. En esa localidad, recibió una formación completa en escolástica tomista y estudió obras de Agustín y el humanismo cristiano. Estaba decidido a leer a Aristóteles en su idioma original a pesar de la falta de maestros en griego, por lo que aprendió por su cuenta. Asimismo conoció a importantes teólogos reformadores, como Pietro Bembo, Reginald Pole y Marcantonio Flaminio.

## Primer ministerio en Italia
Vermigli fue ordenado sacerdote en 1525 y recibió probablemente el doctorado en Teología en esa época. El capítulo general de su congregación le eligió para el cargo de predicador público en 1526. Empezó su primera serie de sermones en Brescia ese mismo año. Después predicó durante tres años y viajó por el norte y centro de Italia. A diferencia de la práctica de otras órdenes de predicadores, que generalmente solo lo hacían durante la Cuaresma y el Adviento, los agustinos lo hacían todo el año. Igualmente dio clases sobre la Biblia y Homero en los hogares de los canónigos lateranenses.
En 1530 fue nombrado vicario del convento en San Giovanni in Monte (Bolonia). Allí un médico judío local le enseñó hebreo, de forma que ya podía leer el Antiguo Testamento en su idioma original; era poco común que el clero aprendiera hebreo, incluso entre aquellos que hacían un estudio bíblico más profundo, aunque esto no era inaudito. En 1533 el capítulo general designó a Vermigli abad de dos conventos de los canónigos lateranenses en Spoleto (el convento de San Giuliano y el de Sant'Ansano, adjunto a la iglesia de Sant'Ansano); también tenía dos conventos (San Matteo y La Stella) bajo su jurisdicción. La disciplina en los hogares monásticos al cuidado de Vermigli había sido poco estricta antes de su llegada y habían protagonizado varios escándalos en Spoleto. También hubo rumores de una lucha de poder entre el obispo de Spoleto, Francesco Eroli, y el convento a su cuidado, hasta el punto de que el obispo había excomulgado al predecesor de Vermigli, pero la decisión fue anulada por el romano pontífice. Después de esto, impuso el orden en los hogares y mejo las relaciones con el obispo.
El capítulo general reeligió a Vermigli en la demarcación de Spoleto en 1534 y nuevamente en 1535, pero no fue elegido para dirigir ningún hogar al año siguiente. Probablemente fue identificado como un reformador con un futuro prometedor, que podría ayudar con los esfuerzos reformadores con cargos de mayor rango. Vermigli estuvo en contacto con líderes católicos que trabajaban en el Consilium de emendanda Ecclesia, un informe interno sobre las posibles reformas de la Iglesia solicitado por el papa Pablo III. Es posible que haya viajado a Roma para ayudar en la compilación.

## Primera prédica y ministerio polémico en Lucca

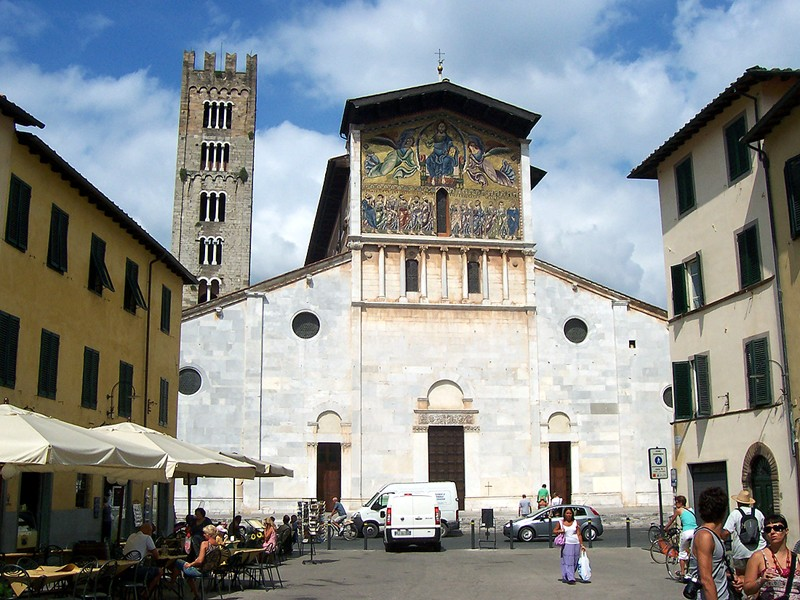
Los canónigos lateranenses nombraron a Vermigli prior de la basílica de San Frediano en 1541.

La congregación eligió a Vermigli abad del convento de San Pietro ad Aram (Nápoles) en 1537. Allí conoció a Juan de Valdés, uno de los líderes del evangelismo católico (conocidos como spirituali), que lo introdujo en los escritos de los reformadores protestantes. Mientras cumplía su cargo en Nápoles, leyó los comentarios de Martín Bucero sobre los Evangelios y los Salmos y la obra De vera et falsa religione de Ulrico Zuinglio. Estudiar estas obras era un acto de desafío a la autoridad eclesiástica, pero no inusual en los círculos reformistas. Vermigli fue desarrollando una posición favorable a la causa protestante debido ante todo al estudio bíblico y de los «padres de la Iglesia», especialmente Agustín. Es probable que hiciera una lectura crítica de la literatura protestante, frecuente en círculos con mentalidad reformadora que todavía permanecían dentro de la Iglesia católica. En esta época, Vermigli adoptó la doctrina protestante de la justificación por la fe y rechazó probablemente la visión católica tradicional de los sacramentos. También parece haber influido en el propio Valdés: los eruditos consideran que la doctrina de Valdés sobre la doble predestinación —en la que Dios ha elegido a algunas personas para la salvación y a otras para la condenación— fue desarrollada primero por Vermigli. A su vez, este último se había basado en sus estudios de Gregorio de Rímini o Tomás de Aquino durante su estadía en Padua.
Su distanciamiento de la corriente católica ortodoxa se hizo evidente en 1539, cuando dio un sermón sobre 1.ª Corintios 3:9-17, un pasaje usado comúnmente como prueba teológica de la doctrina del purgatorio. Vermigli no defendía la postura ortodoxa en su predicación, aunque no negaba abiertamente la existencia del purgatorio. Cayetano da Thiene, opositor del evangelismo católico, divulgó sus sospechas al virrey español de Nápoles, Pedro de Toledo, quien prohibió a Vermigli el predicar. La decisión fue anulada por una apelación ante la Santa Sede, con la ayuda de amigos influyentes que había hecho en Padua, como los cardenales Pole y Bembo. A pesar de esta controversia, Vermigli continuó ascendiendo en la Congregación de Canónigos Regulares de Letrán. El capítulo general le nombró uno de sus cuatro visitantes en 1540. Los visitantes asistían al rector general en las inspecciones de los hogares religiosos de la congregación.
En 1541 la congregación le eligió para el importante cargo de prior de la basílica de San Frediano en Lucca, sucediendo a fray Tommaso da Piacenza. El prior de San Frediano ejercía cierta autoridad episcopal sobre la mitad de la ciudad, así como el control de los hogares religiosos de los canónigos lateranenses. Al igual que en su anterior puesto en Spoleto, los monjes del convento de San Frediano, así como el clero de Lucca, eran conocidos por su laxitud moral, lo que condujo a  que llegara allí la nueva confesión luterana. Vermigli ejerció sus responsabilidades como las de un educador, resaltando la corrección moral católica. Fundó un colegio basado en los principios humanistas de educación y se inspiró en los recién fundados St. John's College de Cambridge y Corpus Christi College de Oxford. La instrucción era en griego, latín y hebreo. Entre los profesores estaban los humanistas Immanuel Tremellius, Paolo Lacizi, Celio Secondo Curione y Girolamo Zanchi, quienes se convertirían posteriormente al protestantismo. En mayo de 1542, la congregación reconoció el trabajo de Vermigli incorporándole a una comisión disciplinaria de siete canónigos.

## Huida de Italia y primera cátedra en Estrasburgo

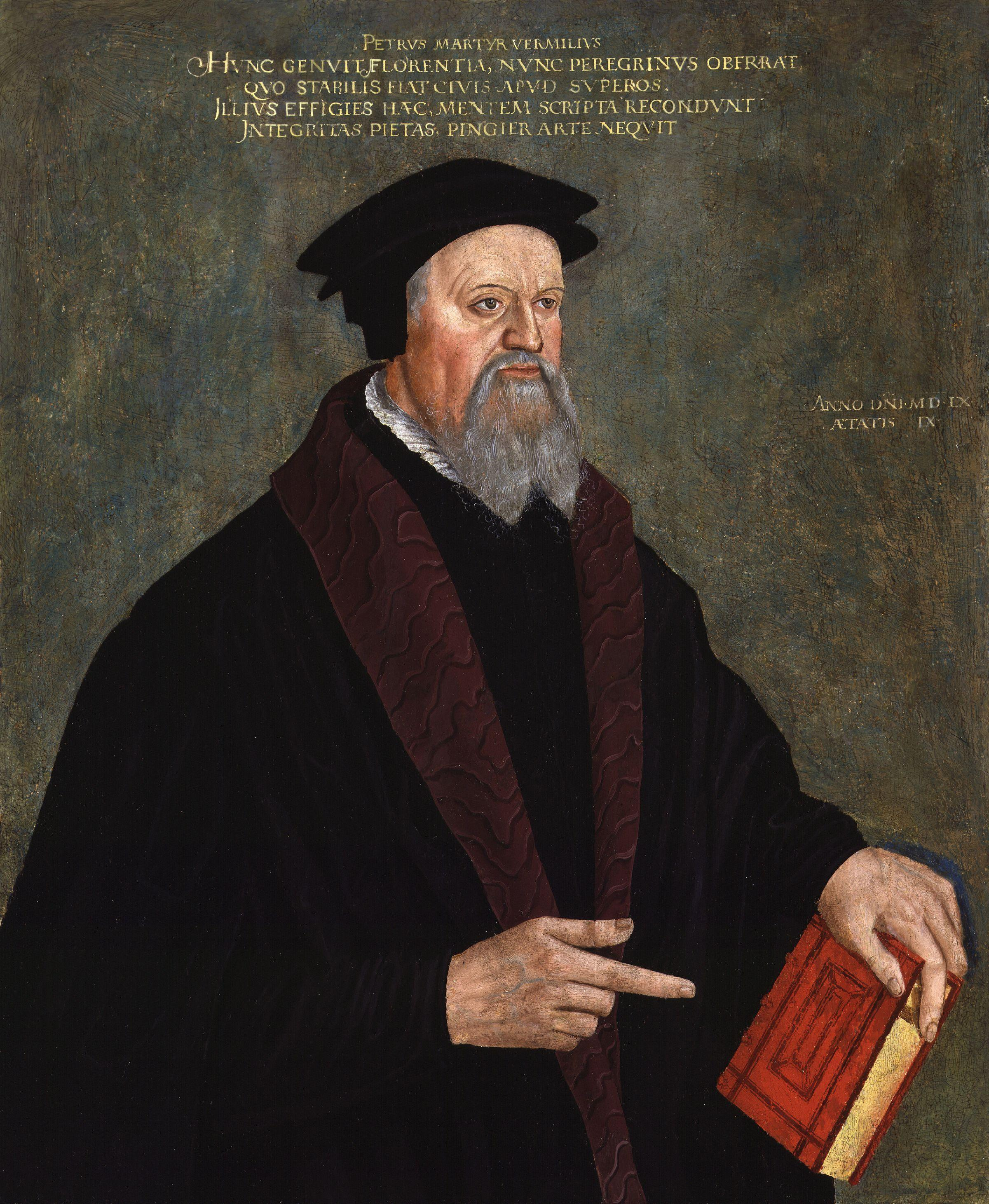
Pietro Vermigli (Hans Asper, 1560).

Antes de descubrirse su apoyo a la Reforma protestante, Vermigli era muy respetado y prudente en su congregación. Pudo continuar con sus esfuerzos de reforma en Lucca sin ninguna sospecha de opiniones poco ortodoxas, sobre todo en 1541 cuando se celebró allí una reunión papal con el emperador Carlos V. Dos de sus seguidores causaron su caída, ya que uno cuestionó abiertamente la autoridad papal y otro celebró una variante protestante de la eucaristía. La reconstitución de la Inquisición romana en 1542 pudo haber sido en parte una respuesta al temor de que la congregación en Lucca y otras ciudades desertasen de la Iglesia católica. Las autoridades de la República de Lucca comenzaron a temer que su independencia política del Sacro Imperio estuviese en riesgo si su ciudad capital continuaba siendo percibida como un refugio protestante. Se aplicó la prohibición de los libros protestantes —hasta ese momento ignorada—, las fiestas religiosas entonces abandonadas fueron rehabilitadas y se reprogramaron las procesiones religiosas para asegurar la lealtad de Lucca al papado.
Vermigli fue convocado a un capítulo extraordinario de la Congregación de Canónigos Regulares de Letrán y sus amigos le advirtieron que tenía adversarios poderosos. Estos eventos cada vez más apremiantes contribuyeron a su decisión de ignorar la convocatoria y huir, pero finalmente fue persuadido por su conciencia contra las misas que sentía estaba obligado a celebrar. El 12 de agosto de 1542, se escapó a caballo a Pisa con tres de sus canónigos (Paolo Lacizi, Teodosio Trebelli y Giulio Santerenziano); y fue sucedido en el cargo de prior por fray Francesco da Pavia. En Pisa, Vermigli celebró por primera vez una variante protestante de la eucaristía. Cuando llegó a su natal Florencia, se hospedó en la abadía Fiesolana, donde había ingresado a la vida religiosa. Bernardino Ochino —predicador popular con inclinaciones protestantes— también estaba ahí y Vermigli le convenció de que huyera también de Italia. El 25 de agosto, partió hacia Zúrich pasando por Ferrara y Verona.
A su arribo a Zúrich fue interrogado sobre sus puntos de vista teológicos por varios líderes protestantes, entre ellos Enrique Bullinger, Konrad Pellikan y Rudolf Gwalther. Pronto determinaron que podían permitirle la enseñanza teológica protestante, pero no había ningún puesto vacante allí ni en Basilea, su próxima ciudad de refugio. En una carta a su antigua congregación en Lucca explicó los motivos de su partida y también expresó su desaliento por no poder encontrar un cargo religioso disponible. El humanista basiliense Bonifacio Amerbach le ayudó con dinero y el reformador Oswald Myconius le recomendó que visitara a Martín Bucero en Estrasburgo, con cuyos escritos Vermigli ya estaba familiarizado. Se trasladó a Estrasburgo y desarrolló una fuerte amistad con Bucero, quien le otorgó la cátedra de Antiguo Testamento de la Escuela Superior de Estrasburgo, en sustitución de Wolfgang Capito, fallecido el año anterior. Comenzó dando clases sobre los profetas menores, seguido de los libros de Lamentaciones, Génesis, Éxodo y Levítico. Vermigli estaba encantado de poder enseñar en el idioma original de los textos del Antiguo Testamento, ya que muchos de sus alumnos podían leer hebreo; sus estudiantes y colegas eruditos le tenían mucha estima. Era conocido por su precisión, simplicidad y claridad en el habla, en contraste con la propensión de Bucero a las digresiones que a veces confundían a sus estudiantes.
Dos de sus antiguos colegas en Lucca —Lacizi y Tremellius— se reunirían con él en Estrasburgo. En 1544, Vermigli fue elegido canónigo de la iglesia de Santo Tomás de Estrasburgo. En 1545, se casó con su primera esposa, Catherine Dammartin, una monja exclaustrada de Metz. Ella no sabía italiano y él hablaba poco alemán, por lo que conversaban presuntamente en latín.

## Inglaterra

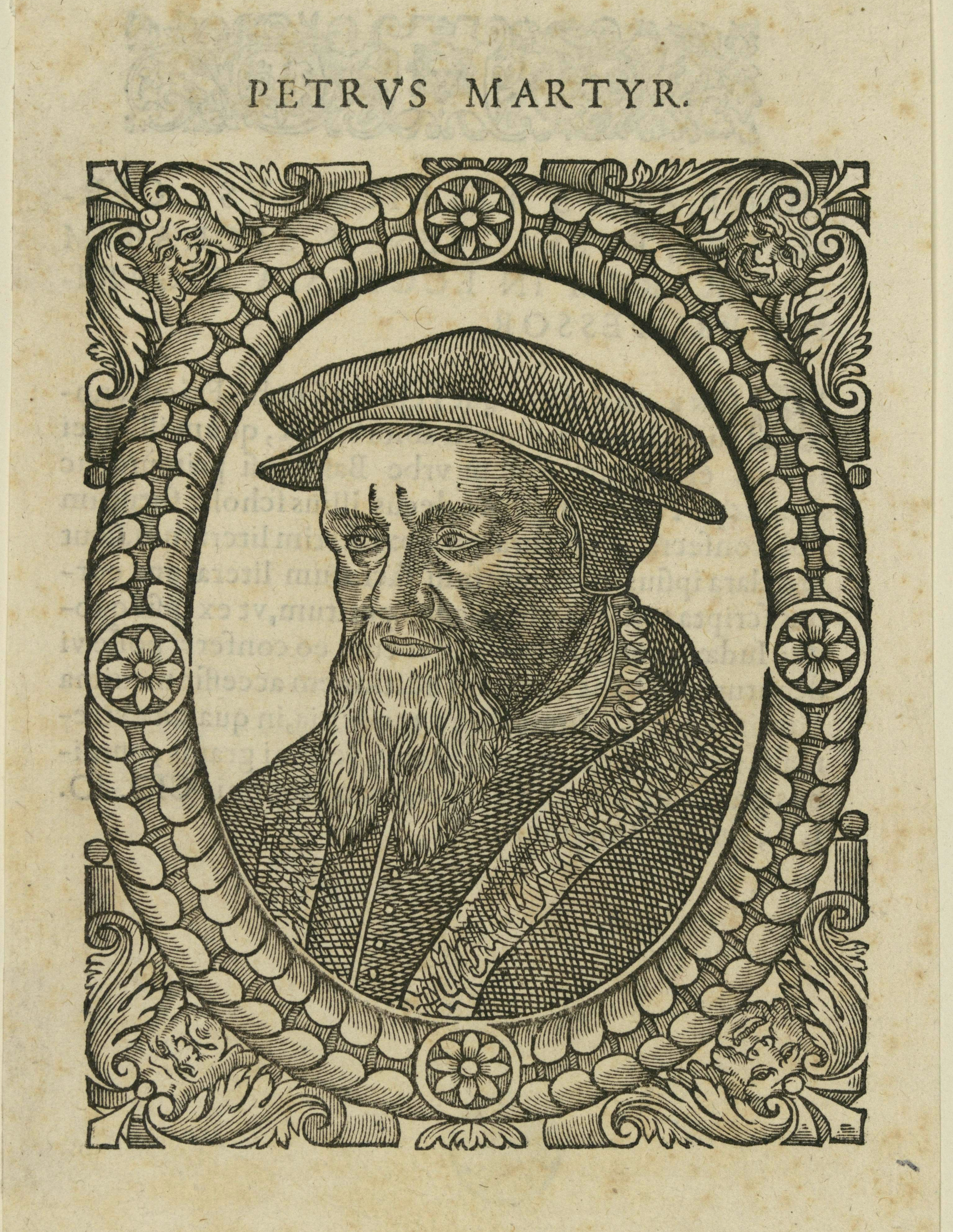
Xilografía en Icones (Teodoro de Beza, 1580).

En 1547, Eduardo VI ascendió al trono inglés y los reformadores protestantes esperaban la oportunidad de transformar más a fondo a la Iglesia de Inglaterra. El arzobispo Thomas Cranmer invitó a Vermigli y Ochino para ayudarle en sus esfuerzos. En ese momento, la victoria del emperador católico Carlos V en la Guerra de Esmalcalda y el consiguiente «Interim de Augsburgo» provocaron un ambiente hostil para los protestantes en el Sacro Imperio. Vermigli aceptó la invitación en noviembre y con Ochino fue en barco a Inglaterra. En 1548, fue nombrado Regius Professor of Divinity en Oxford, reemplazando al teólogo católico Richard Smyth. Para entonces, el Regius Professor of Divinity era un cargo religioso muy influyente en una universidad que había tardado mucho tiempo en apoyar a la Reforma.
Al llegar a Oxford, Vermigli comenzó impartiendo clases sobre 1.ª Corintios y criticando las doctrinas católicas del purgatorio, el celibato clerical y el ayuno cuaresmal. También reprobaba la doctrina católica de la eucaristía, el punto de desacuerdo más sensible entre protestantes y católicos ingleses en ese momento. El profesorado conservador, dirigido por Smyth, desafió a Vermigli a defender sus puntos de vista en un debate formal. Smyth huyó a Saint Andrews y finalmente a Lovaina antes de que el debate pudiera celebrarse; a raíz de esto, tres teólogos católicos —William Tresham, William Chedsey y Morgan Phillips— se adelantaron para tomar su lugar. El debate se celebró en 1549 en presencia del clérigo Richard Cox, canciller de la universidad y un firme protestante. La discusión se centró en la doctrina de la transubstanciación, con los católicos argumentando a su favor y en contra de Vermigli. El canciller Cox no ocultaba su simpatía por los razonamientos del teólogo italiano, pero no le declaró formalmente ganador. El debate puso a Vermigli al corriente de las discusiones sobre la naturaleza de la eucaristía.
En 1549, una serie de levantamientos conocidos como la «rebelión del Libro de Oración Común» le forzó a abandonar Oxford y hospedarse en el palacio de Lambeth con Cranmer. La sublevación implicaba a la oposición conservadora de una liturgia vernácula, que se impuso con el Libro de Oración Común en el Pentecostés de 1549. Los alborotadores de las calles de Oxford le amenazaron de muerte. En Lambeth, Vermigli ayudó a Cranmer a redactar sermones para controlar a la rebelión. Después de un tiempo, regresó a Oxford, donde fue nombrado primer canónigo de la Christ Church en enero de 1551. Por ser el primer sacerdote casado en Oxford, causó polémica que llevara a su esposa a sus aposentos con vistas al Fish Street en el Great. Algunos vándalos rompieron sus ventanas varias veces hasta que decidió trasladarse a un dormitorio en el claustro, donde mandó a construir un despacho fortificado en piedra.
Vermigli participó activamente en la política de la Iglesia anglicana. En 1550, Martín Bucero y él recomendaron a Cranmer varios cambios en la liturgia eucarística del Libro de Oración Común. En ese año, Vermigli apoyó la posición de la Iglesia en la «controversia sobre las vestiduras», sobre si el obispo John Hooper debía ser obligado a usar sobrepelliz. Estuvo de acuerdo con el deseo del obispo de librar a la Iglesia de prendas elaboradas, pero no creía que debían prohibirse por completo. Aconsejó a Hooper que respetara la autoridad de sus superiores. Probablemente, la intervención de Vermigli fue crucial para convencer al obispo de que desistiera en su oposición en febrero de 1551. En octubre de ese año, tomó parte en una comisión para reescribir el Derecho canónico de Inglaterra y, en invierno, colaboró en la redacción de un borrador de dichas leyes, que John Foxe publicó como Reformatio legum ecclesiasticarum en 1552.
Eduardo VI murió en 1553. Su media hermana le sucedió en el trono como María I y desde el principio se opuso a los reformadores protestantes. En ese año, Vermigli estuvo bajo arresto domiciliario durante seis meses; sus opositores católicos en Oxford le habrían detenido y enjuiciado probablemente por herejía —como ocurrió con Cranmer—. A pesar de este riesgo, aceptó un debate público con el arzobispo contra la nueva clase dirigente católica, pero este nunca llegó a concretarse porque Cranmer fue encarcelado. Vermigli recibió permiso del consejo privado para abandonar Inglaterra y el arzobispo le aconsejó que se fuera.
Su esposa Catherine era conocida en Oxford por su piedad y ministerio hacia las mujeres embarazadas; también disfrutaba tallando rostros en ciruelas. Falleció sin hijos en febrero de 1556 antes de que su marido abandonara el país. Poco después de la partida de Vermigli, el cardenal Reginald Pole ordenó desenterrarla y arrojarla a una pila de estiércol. Tras el ascenso de la reina protestante Isabel I en 1558, Catherine fue inhumada al lado de las reliquias de Frideswide en la Christ Church de Oxford.

## Estrasburgo y Zúrich
Vermigli llegó a Estrasburgo en octubre de 1553, donde fue restituido en su puesto en la Escuela Superior y comenzó dando clases sobre Jueces y la Ética a Nicómano de Aristóteles. Frecuentemente se reunía con otros «exiliados marianos» (los huidos durante el reinado de la católica María I) para estudiar y orar en su hogar. En sus clases sobre Jueces casi siempre abordaba asuntos políticos relevantes con los exiliados, como el derecho a resistir a un tirano. Desde la partida de Vermigli y la muerte de Bucero en 1551, el luteranismo había ganado influencia en Estrasburgo bajo la dirección de Johann Marbach. Como condición para ser reinstalado en su cátedra de la Escuela Superior, se le solicitó que firmara la Confesión de fe de Augsburgo y el Concordato de Witemberg. Vermigli estaba dispuesto a firmar la Confesión, pero no el Concordato, que afirmaba la presencia corporal de Cristo en la eucaristía. Mantuvo su posición y le restituyeron de todos modos, pero la controversia sobre la eucaristía y la férrea doctrina de Vermigli sobre la doble predestinación persistió entre los luteranos. Otro profesor en Estrasburgo, Girolamo Zanchi, que se había convertido al protestantismo en la etapa de Vermigli en Lucca, compartía sus convicciones sobre la eucaristía y la predestinación, por lo que se hicieron pronto amigos y aliados. La creciente enemistad de Vermigli con la clase dirigente luterana le impulsó, en 1556, a aceptar una ofrecimiento de Enrique Bullinger para enseñar en la escuela Carolinum de Zúrich; John Jewel —colega y exiliado mariano— le acompañó.

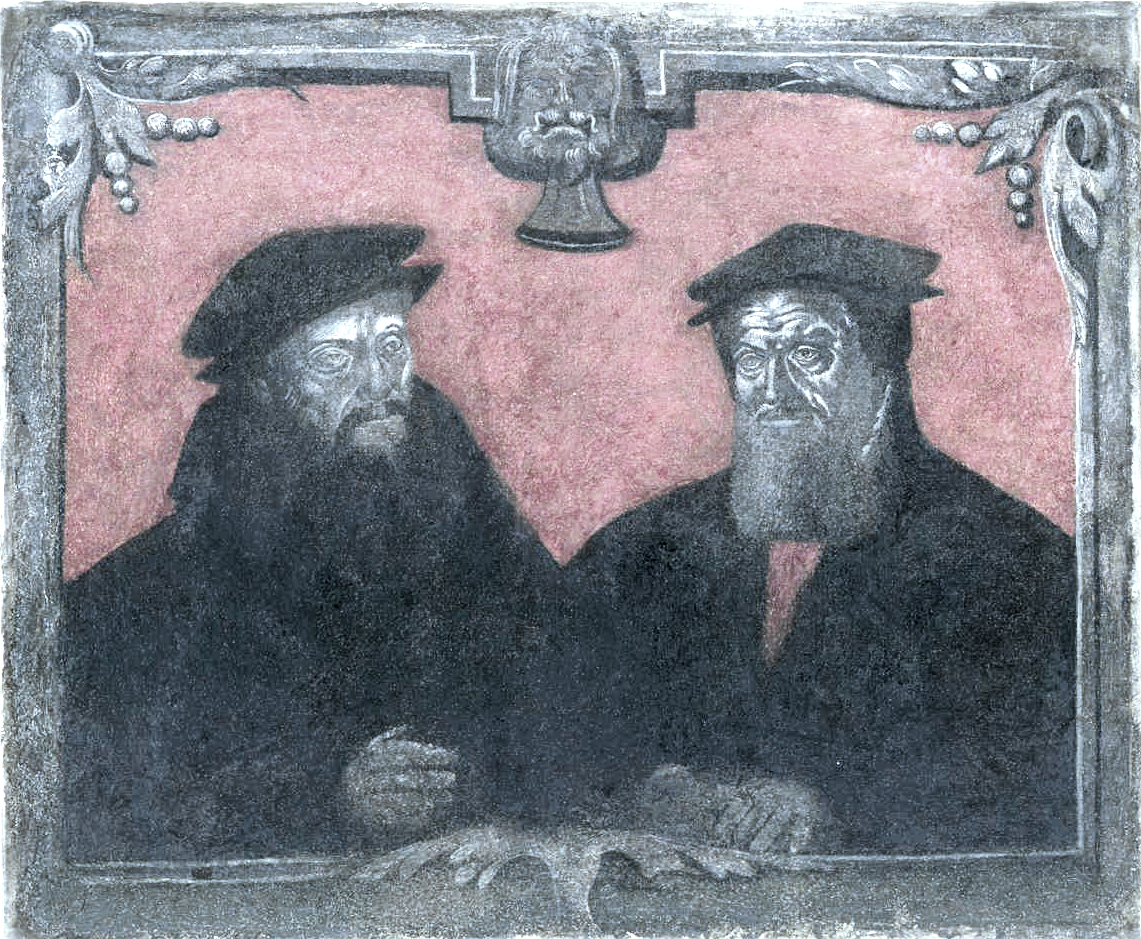
Pintura de Vermigli (a la izquierda) y Teodoro Bibliander (a la derecha), quien estaba en desacuerdo con la doctrina del primero sobre la predestinación.

En Zúrich, Vermigli sucedió a Konrad Pellikan como catedrático de lengua hebrea, cargo que ocupó hasta su muerte. En 1559, se casó por segunda vez con una mujer de Brescia, Catarina Merenda. Compartía sus responsabilidades docentes con su colega hebraísta Teodoro Bibliander, lo que le permitía estudiar y preparar las notas de sus clases anteriores para su posterior publicación. Inició sus clases con análisis de los libros de Samuel (I y II) y Reyes (I y II). Es su estadía en Zúrich, rechazó invitaciones a otras cátedras en Ginebra, Heidelberg e Inglaterra.
Sus puntos de vista eucarísticos eran aceptados en Zúrich, pero surgió una polémica por su doctrina de la doble predestinación. Al igual que Calvino, Vermigli creía que de alguna manera Dios quería la condenación de quienes no son elegidos para la salvación. Intentó evitar la confrontación sobre el tema, pero Bibliander comenzó a confrontarlo públicamente en 1557; en una ocasión parece que le desafió a un duelo con un hacha de doble filo. Bibliander sostenía la opinión erasmiana de que Dios solo predestina a quienes crean en Él serán salvos, no la salvación de ningún individuo. Los teólogos reformadores de esta época tenían una variedad de creencias sobre la predestinación; la posición de Bullinger era ambigua, pero coincidía con los demás teólogos en que Dios elige «soberana e incondicionalmente» a quién salvar. Asimismo, creían que la salvación no se basa en ninguna característica de la persona, como la fe. Bullinger y la Iglesia de Zúrich no concordaban necesariamente con la visión de la doble predestinación de Vermigli, pero la opinión de Bibliander se consideraba inadmisible. Fue despedido en 1560, en cierto modo para asegurar más iglesias reformadas con la ortodoxia de la Iglesia de Zúrich. Vermigli estuvo involucrado en otra controversia sobre la predestinación cuando Zanchi, quien se había quedado en Estrasburgo mientras aquel se instalaba a Zúrich, fue acusado de enseñanzas heréticas sobre la eucaristía y la predestinación por el luterano Johann Marbach. Vermigli fue seleccionado para redactar la posición oficial de la Iglesia de Zúrich sobre el asunto en una declaración que firmaron Bullinger y otros líderes en diciembre de 1561. La ratificación de su férrea doctrina de la predestinación representaba la opinión de la Iglesia de Zúrich en general.
En el verano de 1561, Vermigli asistió, acompañado de Teodoro de Beza, a la fallida Conferencia de Poissy, un coloquio celebrado en Francia con la intención de reconciliar a católicos y protestantes; pudo conversar en italiano con Catalina de Médici, reina madre de Francia. Contribuyó con un discurso sobre la eucaristía, en el que dijo que las palabras de Jesús «esto es mi cuerpo» en la Última Cena eran en sentido figurado, no literal.
La salud de Vermigli ya estaba deteriorada cuando sucumbió a una epidemia de «fiebre» en 1562. Murió el 12 de noviembre de ese año en su casa de Zúrich, asistido por el médico Conrad Gesner. Fue enterrado en la catedral Grossmünster, donde su sucesor Josias Simler pronunció una oración fúnebre, publicada posteriormente y utilizada por historiadores como una fuente primaria para sus biografías. Caterina había dado a luz dos hijos, pero no sobrevivieron a la infancia. Cuatro meses después de la muerte de Vermigli, ella dio a luz a una niña, Maria, quien en la adultez estuvo casada con un  pastor de Thalwil.

## Obra

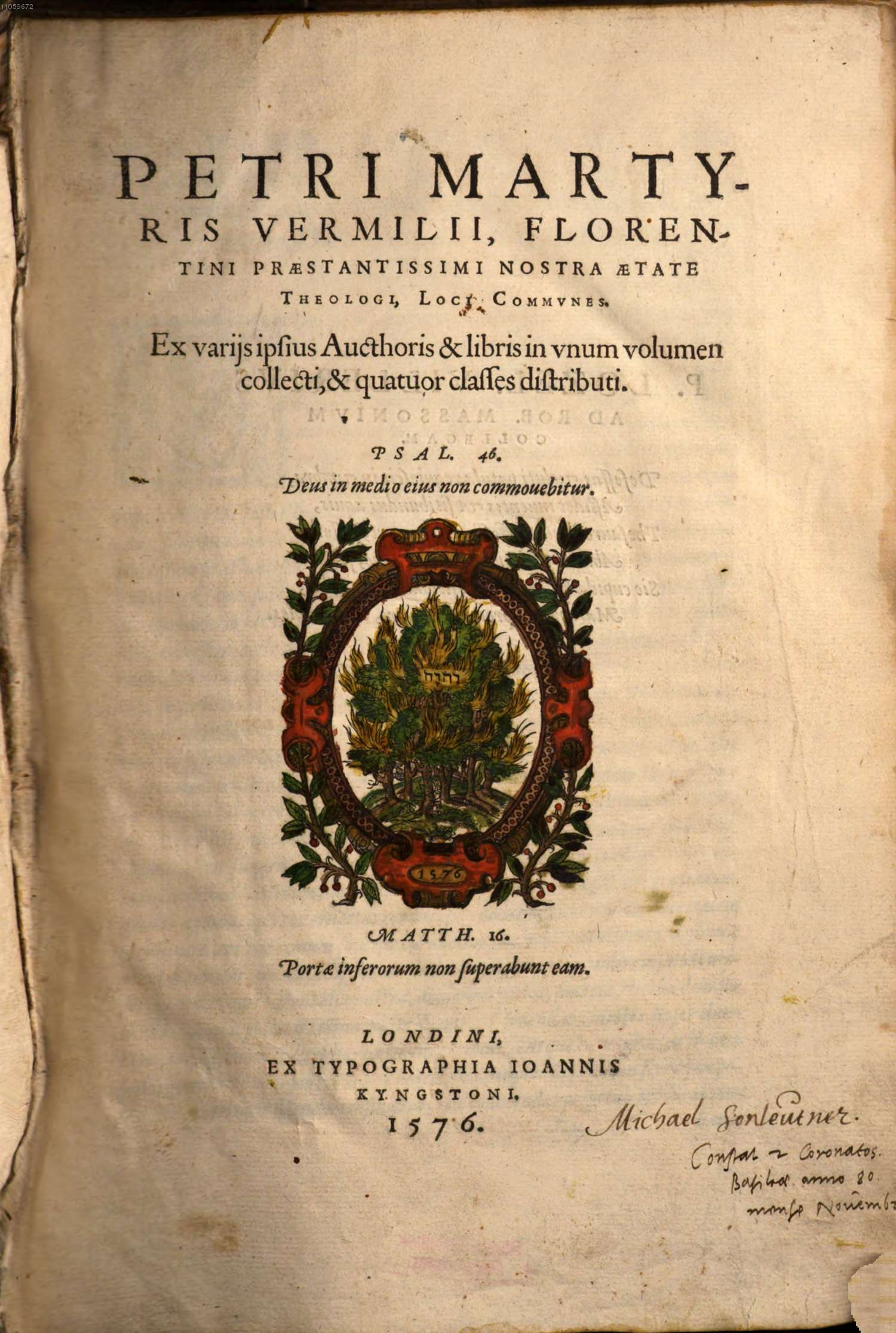
Portadilla de Loci communes. Ex variis ipsius Auchthoris libris in unum volumen collecti, & quatuor classes distributi... (1576).

Loci communes (Lugares comunes en latín), su libro más conocido, es una colección de discusiones temáticas aleatorias sobre cada uno de sus comentarios bíblicos. Fue compilado por el pastor hugonote Robert Masson y publicado por primera vez en 1576, catorce años después de la muerte de Vermigli. Parece que antes de fallecer, había expresado el deseo de que se publicara un libro de estas características, por lo que Teodoro de Beza sugirió dar inicio a la compilación. Masson se basó en Institución de la religión cristiana (Institutio Christianae religionis) de Juan Calvino para organizar la obra. Se realizaron quince ediciones de Loci communes entre 1576 y 1656, que permitieron difundir las ideas de Vermigli entre los reformadores protestantes. Anthony Marten tradujo Loci communes al inglés en 1583, lo que popularizó considerablemente la obra. También se difundieron póstumamente sus notas sobre temas aristotélicos: Comentario en la ética de Aristóteles (In primum, secundum, et initium tertii libri Ethicorum Aristotelis ad Nicomachum...Commentarius doctissimus, 1563).
Vermigli publicó comentarios sobre 1.ª Corintios (In selectissimam D. Pauli Priorem ad Corinth. epistolam Commentarij..., 1551), Romanos (In Epistolam S. Pauli Apostoli ad Romanos commentarij doctissimi..., 1558) y Jueces (In Librum Iudicum...Commentarij doctissimi..., 1561). Fue criticado por sus colegas de Estrasburgo por retener los textos de sus clases sobre libros de la Biblia durante años en lugar de enviarlos a imprenta para su publicación. Consideraba que sus notas sobre Génesis, Éxodo, Levítico y los profetas menores eran «breves y apresuradas anotaciones» y decía que le resultaba difícil encontrar tiempo para prepararlas para su publicación. Sus colegas editaron y publicaron algunas de sus obras restantes sobre la Biblia después de su muerte: oraciones sobre los Salmos (Preces Sacrae ex Psalmis Davidis desumptae..., 1564) y comentarios sobre Samuel (In duos Libros Samuelis Prophetae...Commentarii doctissimi..., 1564), Reyes (Melachim id est, Regum Libri Duo posteriores cum Commentarijs, 1566), Génesis (In Primum Librum Mosis, qui vulgo Genesis dicitur Commentarii doctissimi..., 1569) y Lamentaciones (In lamentationes sanctissimi Ieremiae prophetae..., 1629). Vermigli empleaba un enfoque humanista al buscar el significado original de las Sagradas Escrituras, a diferencia de las interpretaciones alegóricas muchas veces extravagantes y arbitrarias de la tradición exegética medieval. En ocasiones, adoptó la lectura alegórica para interpretar el Antiguo Testamento como un conjunto relacionado tipológicamente con Cristo, pero no utilizó el método quadriga de interpretación bíblica medieval, en el que cada pasaje tiene cuatro niveles de significado —a saber, interpretación literal, anagógica, tipológica y tropológica/moral—. Su dominio del hebreo, así como su conocimiento de la literatura rabínica, superaba al de la mayoría de sus contemporáneos, como Calvino, Lutero y Zuinglio.
En 1549 publicó Tractatio de sacramento eucharistiae, habita in universitate Oxoniensi. Ad hec. Disputatio habita M.D. XLIX, un informe del debate sobre la eucaristía con los católicos de Oxford y que incluía un tratado que explicaba su posición. El debate versó en gran parte sobre la doctrina de la transubstanciación, a la que Vermigli se opuso firmemente, pero el tratado también detallaba a fondo su teología eucarística. Sus puntos de vista eucarísticos, tal como se expresaron en el debate y el tratado, influyeron en las modificaciones del Libro de Oración Común de 1552. Vermigli intervino de nuevo en la controversia eucarística en Inglaterra en 1559: Defensa contra Gardiner sobre la eucaristía (Defensio Doctrinae veteris & Apostolicae de sacrosancto Eucharstiae Sacramento...adversus Stephani Gardineri...librum...) fue una refutación teológica a Confutatio Cavillationum (1552-1554) de Stephen Gardiner, que a su vez era una compilación de pruebas para el juicio de Thomas Cranmer. Defensa contra Gardiner sobre la eucaristía tenía 821 páginas en formato in-folio, el trabajo más extenso sobre ese tema durante el período de la Reforma. También publicó una refutación dirigida a Richard Smyth sobre su justificación del celibato clerical: Defensa contra Smyth sobre el celibato (Defensio...ad Riccardi Smythaei...duos libellos de Caelibatu sacerdotum & Votis monasticis...).
La polémica escritura eucarística de Vermigli estaba dirigida inicialmente contra los católicos, pero a partir de 1557 comenzó a involucrarse en debates con luteranos. Durante esa época, muchos luteranos argumentaban que el cuerpo y la sangre de Cristo estaban físicamente presentes en la eucaristía porque son ubicuos o en todas partes (consubstanciación). En 1561, Juan Brenz publicó una obra defendiendo tal punto de vista y algunos amigos de Vermigli le convencieron de escribir una respuesta. El resultado, Diálogo sobre las dos naturalezas en Cristo (Dialogus de utraque in Christo Natura..., 1561), estaba redactado en forma de diálogo entre dos personajes: Orothetes («Indicador de límites»), defensor de la doctrina reformada de que el cuerpo de Cristo está físicamente en el cielo y cuyas expresiones representaban al propio autor, y Pantachus («En todas partes»), cuyas palabras fueron tomadas mayormente del trabajo de Brenz. Este último publicó una respuesta en 1562, a la que Vermigli empezó a redactar una refutación, pero murió antes de completarla.
Se conservan 329 de las cartas de Vermigli (enviadas y recibidas), escritas entre 1542 y 1562. Muchas de estas tenían el objetivo de intercambiar noticias sobre las condiciones en Inglaterra, donde los protestantes padecieron persecución durante el reinado de María I, pero muchas veces discutían también cuestiones teológicas. Su opinión tenía autoridad en la comunidad de reformadores, especialmente sobre la eucaristía. Vermigli usó sus cartas para aclarar su posición y salvaguardar el consenso reformador sobre la eucaristía contra las escisiones ideológicas. Algunas de sus misivas son: Una semplice Dichiatoratione sopra gli XII Articoli della Fede Christiana (1544), en la que opinaba sobre el Credo de los Apóstoles; An Epistle unto the right honorable...duke of Somerset... (1550), donde consolaba a Edward Seymour por su destitución como Lord Protector en 1549; A Treatise of the cohabitacyon of the faithfull with the unfaithfull (1555), contra el nicodemismo; Epistolae Duae, ad Ecclesias Polonicas, Iesu Christi...de negotio Stancariano... (1561), dos cartas dirigidas a la Iglesia reformada polaca en Pińczów contra las opiniones del sacerdote católico Francesco Stancaro; Epistre escritte par P. Martir avant son decez, à un sien amy grand seigneur, Traduitte de Latin en françois (1565); Trattato della vera chiesa catholica, et della nenessitá di viver in essa (1573), sobre eclesiología; Epistre...a quelques fideles touchant leur abiuration & renoncement de la verité (1574); A briefe treatise, concerning the use and abuse of Dauncing... (1580), sobre las danzas en la práctica religiosa; Sendbrieff...an seine Evangelische Brüder Statt Luca... (1624), dirigida a su antigua congregación en Lucca; An Unpublished Letter of... to Henry Bullinger (1850).

## Teología
Vermigli fue principalmente un maestro de la Escritura en lugar de teólogo sistemático, pero su influencia más duradera se asocia ante todo con su doctrina de la eucaristía, posiblemente por la estrecha relación que veía entre la exégesis de las Sagradas Escrituras y la reflexión teológica. Su método de comentario bíblico, similar al de Martín Bucero, consistía en extensas discusiones de temas doctrinales tratados por los textos bíblicos. Al igual que otros protestantes, creía que solo la Escritura tenía la autoridad suprema para establecer la verdad. Sin embargo, estaba más acostumbrado a los «padres de la Iglesia» que muchos de sus contemporáneos y constantemente se refería a ellos. Vermigli valoraba a los «padres de la Iglesia» porque habían descubierto conocimientos en las Sagradas Escrituras que no podría haber encontrado por sus propios medios y porque muchos de sus oponentes católicos daban gran importancia a los argumentos de la autoridad patrística. No obstante, muchas veces usaba los escritos de los «padres de la Iglesia» como apoyo para interpretaciones que ya había alcanzado por sí mismo y no se preocupaba cuando su análisis no tenía precedente patrístico.

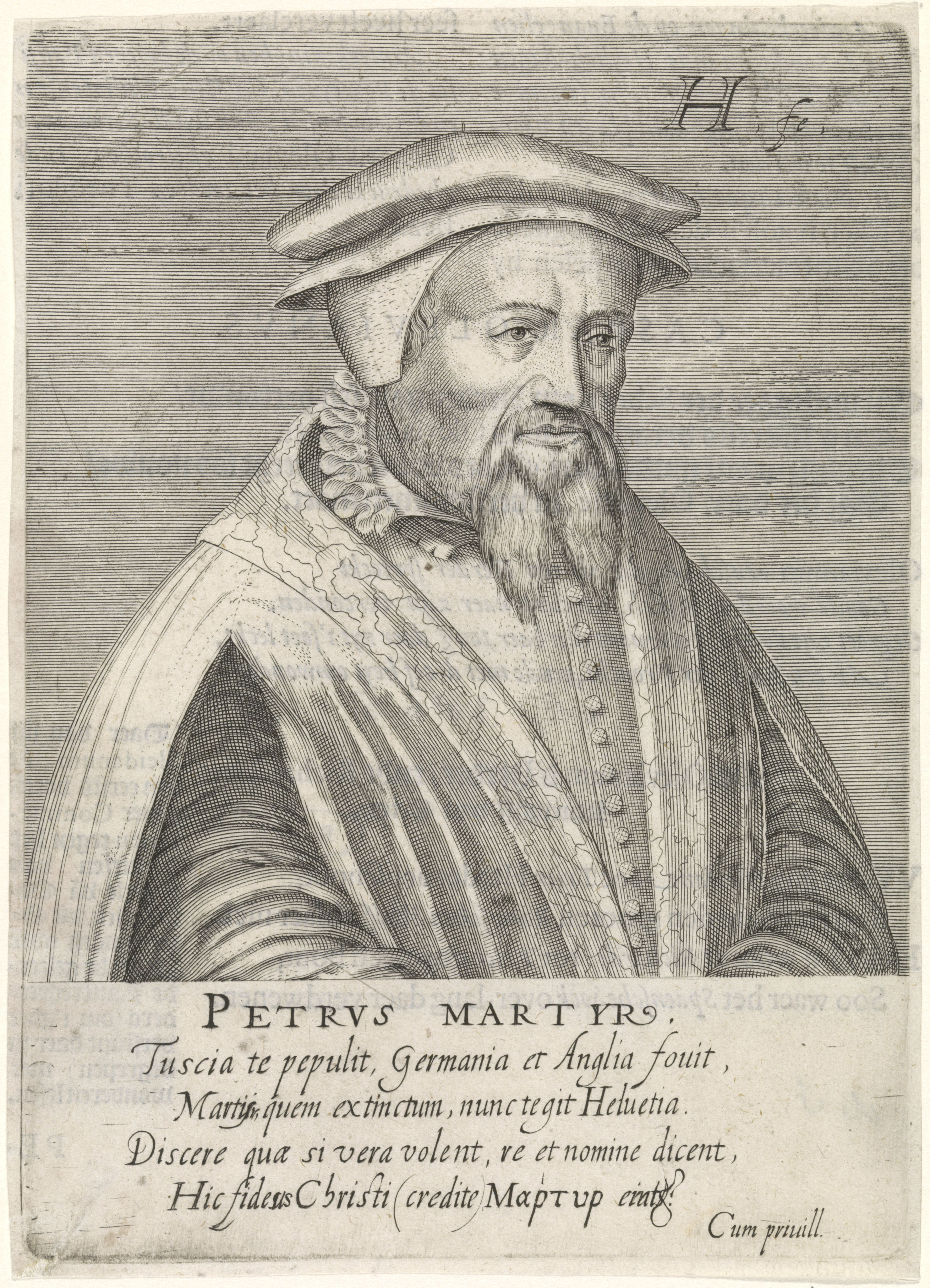
Grabado de 1599 por Hendrik Hondius «el Viejo».

También es conocido por sus polémicas contra la doctrina católica de la transubstanciación y por la doctrina reformada de la «presencia sacramental». Según Vermigli, la transubstanciación —creencia de que la sustancia del pan y el vino se transforma en el cuerpo y la sangre de Cristo, respectivamente— no se basaba en ningún argumento de la Escritura. También arguyó, sobre la base de la cristología de Calcedonia, que como Cristo había conservado su naturaleza divina cuando se hizo hombre —la naturaleza divina se añadió a la humana en lugar de que su naturaleza humana se hizo divina— la sustancia del pan y el vino seguía siendo igual y no se transformaba en la sustancia del cuerpo y la sangre de Cristo. Finalmente, utilizó la analogía de la unión del creyente con Cristo contra la idea de transubstanciación: debido a que el creyente conserva su naturaleza humana aunque Dios se haya unido a ellos con Cristo, se deduce que los elementos eucarísticos no necesitan ser transformados para ser el cuerpo de Cristo. En lugar de que la sustancia de los elementos cambie a la carne de Cristo, Vermigli enfatizó la acción del sacramento como un instrumento por el cual Cristo es ofrecido al participante. También discrepó de la creencia anabaptista de que la eucaristía es simplemente simbólica o figurativa —una creencia denominada memorialismo o tropismo—.
No consideraba a la predestinación como la piedra angular de su sistema teológico, pero suele asociarse con esta por las controversias en las que estuvo involucrado. Desarrolló su doctrina independientemente de la de Calvino y antes de que este la publicara en La institución de la religión cristiana (1559). Vermigli veía a Dios como soberano sobre cada evento y creía que todas las cosas, entre estas el mal, eran usadas por Él para cumplir su voluntad. Sin embargo, no apoyaba la idea de que los seres humanos están obligados a hacer acciones buenas o malas, sino que Dios había elegido a algunas personas para salvación únicamente por gracia o favor inmerecido, sin tener en cuenta las características buenas o malvadas —una creencia que se conoce como «elección incondicional»—. Vermigli también creía que Dios pasó por alto a los réprobos, aquellos que no fueron elegidos para la salvación. Sobre esto, concluyó que esta decisión divina venía incluida en la voluntad de Dios, pero de naturaleza distinta a la decisión de elegir a los escogidos para salvación. Debido a que ningún ser humano no ha caído en pecado, la voluntad reprobatoria de Dios los trata como caídos en el pecado por naturaleza y merecedores de condenación. Su formulación de la reprobación como dentro de la decisión de Dios, a diferencia de su elección salvadora, era ligeramente diferente de la de Calvino, quien en la predestinación veía a la salvación y reprobación como las dos caras de una sola decisión divina. La doctrina de Vermigli demostró que era más influyente en las confesiones reformadas. En su primera formulación de la predestinación (c. 1543-1544), recurrió en gran medida a la Suma teológica de Tomás de Aquino.
Los escritos bíblicos de Vermigli frecuentemente abordan asuntos políticos. Siguió la visión aristotélica de que la autoridad política está instituida para promover la virtud y que esto abarca a la religión como la principal de las virtudes. Vermigli defendió la doctrina protestante anglicana dominante de la supremacía real, en la que los reyes, mientras obedezcan a Dios, tienen el derecho de gobernar la Iglesia en su tierra, mientras que Cristo sigue siendo la única cabeza de la iglesia universal; no obstante, censuró la idea de que el papa o cualquier otra autoridad eclesiástica pudiese ejercer autoridad sobre un gobernante civil —como el rey—, un tema candente en ese momento dados los conflictos entre el papa Clemente VII y Enrique VIII al comienzo de la Reforma anglicana. Aunque acusaba a los magistrados civiles de imponer obligaciones religiosas, seguía defendiendo la distinción que Agustín hizo en La ciudad de Dios entre la esfera espiritual (en palabras de Vermigli, «mociones internas de la mente») y la «disciplina visible» de la sociedad. Según Vermigli, la autoridad de un magistrado civil era solamente para asuntos externos y no para la devoción religiosa interna y espiritual. Su justificación teológica para la supremacía real fue utilizada por los autores del reglamento religioso de 1559, que impuso la adoración protestante, basada en el Libro de Oración Común, como la religión del Estado.

## Legado

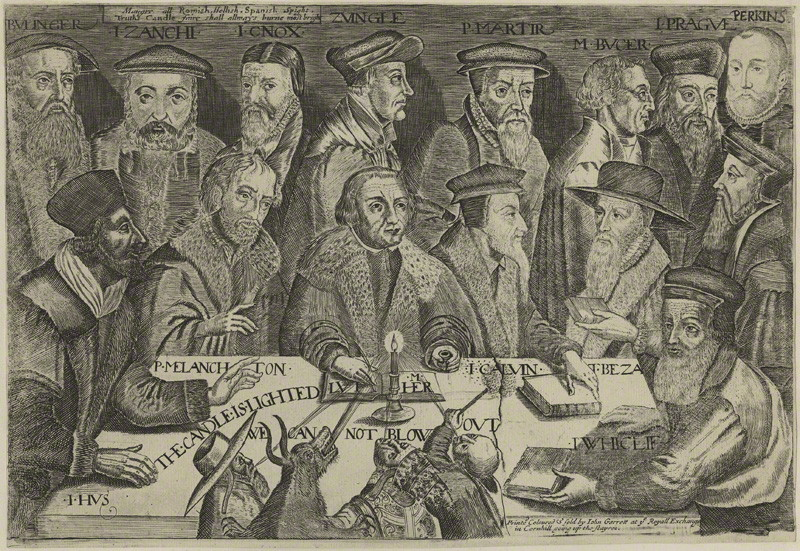
Grabado del de los principales teólogos reformados: Teodoro de Beza, Martín Bucero, Enrique Bullinger, Juan Calvino, John Knox, William Perkins, Vermigli, Girolamo Zanchi, Juan Ecolampadio y Ulrico Zuinglio reunidos alrededor de Martín Lutero con una vela que representa el Evangelio. El papa, un cardenal, un monje y un demonio tratan simbólicamente de apagar la vela.

El liderazgo de Vermigli en Lucca posiblemente la convirtió en la ciudad más protestante de Italia. La Inquisición forzó a muchos de estos protestantes a escapar, lo que creó una población significativa de refugiados protestantes en Ginebra. Varios líderes importantes de la Reforma también estuvieron relacionados con el trabajo de Vermigli en Lucca, como Girolamo Zanchi y Bernardino Ochino.
Los eruditos del siglo XX han acreditado a figuras destacadas como Juan Calvino y Ulrico Zuinglio la formación inicial de la tradición reformada. El teólogo estadounidense Richard Muller —uno de los responsables recientes de ese movimiento religioso— considera que Vermigli, Wolfgang Musculus y Heinrich Bullinger tuvieron igual o mayor impacto que Calvino en el desarrollo de la teología reformista en el siglo XVI. Vermigli fue una figura de transición entre el período de la Reforma protestante y el conocido como ortodoxia (escolástica) reformista. En esta última etapa histórica, la teología —articulada en primer lugar por figuras relevantes de la Reforma— fue codificada y sistematizada. Los teólogos recurrieron cada vez más a los métodos de la teología escolástica y la tradición del aristotelismo. Vermigli fue el primero de los teólogos escolásticos reformistas e influyó en escolásticos posteriores como Teodoro de Beza y Girolamo Zanchi.
Tuvo una profunda influencia en la Reforma anglicana a través de su relación con Thomas Cranmer. Antes de entrar en contacto con él, el arzobispo tenía puntos de vista eucarísticos luteranos. Aparentemente, Vermigli convenció a Cranmer de adoptar una visión más reformista, lo que cambió el curso de la Reforma anglicana porque el arzobispo era el principal responsable de las revisiones del Libro de Oración Común y la redacción de los «cuarenta y dos artículos»; Vermigli tuvo un rol importante en las modificaciones del Libro de Oración Común de 1552. También se cree que contribuyó o probablemente escribió el artículo sobre la predestinación de la versión de los «cuarenta y dos artículos» de 1553. En Oxford y Cambridge durante el reinado de Isabel I, la teología de Vermigli era discutiblemente más influyente que la de Calvino. Su teología política en concreto dio forma al reglamento religioso isabelino y su autoridad era constantemente invocada en las controversias teológicas de este período.
Varios de sus escritos se imprimieron aproximadamente 110 veces entre 1550 y 1650. Loci communes (1562) fue durante siglos un libro de texto estándar en la educación teológica reformista. Vermigli era popular entre los lectores de teología en lengua inglesa del siglo XVI. John Milton probablemente consultó sus comentarios sobre el libro de Génesis al escribir El paraíso perdido. La edición en inglés de Loci communes también era un libro de texto muy consultado en el Harvard College. En las bibliotecas de los estudiantes de Teología de Harvard del siglo XVII había más obras de Vermigli que de Calvino. Sus libros también eran apreciados por teólogos puritanos de Nueva Inglaterra, como John Cotton, Solomon Stoddard, Cotton Mather y Jonathan Edwards.